# Peliosanthes subcoronata
Peliosanthes subcoronata là một loài thực vật có hoa trong họ Măng tây. Loài này được N.Tanaka mô tả khoa học đầu tiên năm 1999.